# 숙행
숙행(본명: 한숙행, 1979년 5월 4일 ~ )은 대한민국의 트로트 가수이다.

## 방송
- 2022년 MBC 《생방송 행복드림 로또 6/45》- 게스트 1024회
- 2023년 KBS1 《6시 내고향》 [어르신 진지잡수셨어요]패널[1]

## 음반
- 2011년 《0순위》
- 2015년 《가시리》
- 2017년 《참참참》
- 2020년 《여자라서》